# Hans Körbel
Hans Körbel (* 2. Juni 1909 in Höchst am Main; † 7. März 1947 in Hameln) war ein deutscher Arzt. Als leitender Betriebsarzt des Volkswagenwerkes in der Zeit des Nationalsozialismus war er für den Tod zahlreicher Kinder von Zwangsarbeitern verantwortlich.

## Leben
Hans Körbel war der Bruder von Gustav Adolf Körbel und besuchte das Humanistische Gymnasium in Worms. Er studierte ab 1927 Rechtswissenschaften in Gießen und ab 1929 Medizin in Heidelberg, Bonn, Innsbruck und Wien. Während seines Studiums wurde er 1927, wie sein Bruder zuvor, Mitglied der Burschenschaft Germania Gießen. Zum 1. Dezember 1927 trat er der NSDAP bei (Mitgliedsnummer 71.139) und schloss sich auch der SS an (SS-Nummer 107.479). In Heidelberg machte er sein Staatsexamen und wurde zum Dr. med. promoviert. Nach seinem Studium arbeitete er als praktizierender Arzt. Ab 1934 war er als Assistenzarzt im Bereich der Arbeitsplatzmedizin tätig.
Im Jahr 1939 nahm er bei der Wehrmacht am Überfall auf Polen teil.
Körbel war ab 1943 als leitender Betriebsarzt auch für die Betreuung der Kinder von Zwangsarbeitern zuständig. Zugleich war er SS-Sturmbannführer. Bis Juni 1944 waren die Kinder, meist Säuglinge, in der KdF-Stadt bei Fallersleben – ab 1945 Wolfsburg – untergebracht, danach im Kinderlager Rühen etwa zwölf Kilometer außerhalb der Stadt. Aufgrund katastrophaler hygienischer Verhältnisse starben in dem Lager über 300 Kinder, kaum ein Kind überlebte.
Körbel besuchte das Lager anfangs täglich. Später erschien er nur noch wöchentlich, um die Totenscheine auszustellen. Er unternahm nichts gegen die Ursachen der Sterbefälle. Nach dem Ende des Zweiten Weltkriegs wurde er von den britischen Besatzungsbehörden verhaftet und im Juni 1946 in einem Kriegsverbrecherprozess in Helmstedt wegen willful neglect („vorsätzlicher Vernachlässigung“) zum Tode verurteilt. 1947 wurde er im Zuchthaus Hameln durch den Strang hingerichtet. Zahlreiche Deutsche, darunter die Landesbischöfe August Marahrens und Hanns Lilje, hatten zuvor um Gnade für Körbel gebeten. Ein evangelischer Pastor behauptete, dass sich Körbel „aufopferungsvoll um die Kinder bemüht“ habe und ein „Regimegegner“ gewesen sei.
Körbel war das einzige Mitglied der Führungsriege des Volkswagenwerkes, das zum Tode verurteilt wurde.

## Nachwirkungen
Der Schriftsteller Horst Mönnich schrieb in seinem 1951 erschienenen Buch Die Autostadt, dass Körbel „unschuldig in den Tod gehetzt“ worden sei.
Der in Wolfsburg lebende Brite John Murdoch verfasste das Theaterstück Die Kinder des Dr. Körbel. Es wird gelegentlich in Wolfsburg und anderen Orten von Murdochs Theatergruppe aufgeführt.

## Ehrungen
- Goldenes Parteiabzeichen der NSDAP